# Carlo Mazziotta
Carlo Mazziotta (Calvello, 1789 – Calvello, 1822) è stato un patriota italiano, uno dei protagonisti dei moti carbonari del 1820-21 in Val d'Agri.

## La storia
Nel 1816 a Calvello è attiva un'importante "Vendita Carbonara" a cui partecipano studenti e professionisti che frequentando l'Università di Napoli avevano avuto modo di conoscere e condividere le idee e le utopie della Rivoluzione Napoletana del 1799. Le riunioni clandestine dei carbonari di Calvello che si costituirono in una vendita denominata "Lega Europea" avvenivano nella Chiesa di S.ta Maria degli Angeli. I patrioti vi si radunavano sotto le vesti di confratelli della Congrega del SS.mo Sacramento, per le devozioni proprie dell'associazione cui erano iscritti. La partecipazione di molti forestieri provenienti anche da altre regioni destò il sospetto delle autorità che predisposero la vigilanza con gendarmi e spie.
Ufficialmente gli incontri erano finalizzati ad organizzare iniziative della Congregazione del Santissimo Sacramento. La società segreta era diretta da Carlo Mazziotta che nei documenti della "Lega Europea" compare con il nome di Marco Bruto. 
La vendita carbonara calvellese era una delle 88 operanti in Basilicata. Mazziotta insieme con altri importanti esponenti della carboneria lucana partecipò nel giugno 1820 a Potenza ad una riunione del "Senato della Lucania" a seguito della quale fu deliberato l'invio a Napoli di milizie lucane, a sostegno dei carbonari  campani che si stavano preparando ad una rivolta contro il re. 
Il senato lucano presieduto da Carlo Corbo era diviso in due fazioni, una fedele alla monarchia, l'altra repubblicana, pronta ad innalzare l'Albero della Libertà nelle piazze dei paesi anche nel caso in cui non si fosse ottenuta la costituzione
Dell'ala repubblicana parte Carlo Mazziotta e i fratelli Venita di Ferrandina, i quali Il 10 febbraio 1822, alla guida di sessanta uomini armati assalgono il carcere di Calvello per liberare un loro compagno - fra' Luigi Rosella – che era stato arrestato. La reazione delle truppe del maresciallo Roth non si fa aspettare. I congiurati vengono scoperti per delazione di traditori. Nel Castello di Calvello si insedia la Corte Marziale Asburgica. I rivoltosi vengono arrestati e sottoposti a processo che si conclude con 33 condanne a morte. Di esse nove, tra cui quella di Carlo Mazziotta, vengono eseguite con fucilazione il 13 Marzo 1822 in località Fontanelle, dove tuttora esiste una stele in loro memoria. I martiri vengono sepolti nella Chiesa Madre di S. Giovanni Battista.

## Altro
In un'opera teatrale "La Rivolta della Madonna degli Angeli" scritta da Mimmo Sammartino, la storia  di Michelina Battaglia, vissuta nella seconda metà dell'800, si intreccia gli ultimi concitati momenti della vita di Mazziota, prima di essere fucilato.